# Dendryphantes nicator
Dendryphantes nicator là một loài nhện trong họ Salticidae.
Loài này thuộc chi Dendryphantes. Dendryphantes nicator được Wanda Wesołowska & Antonius van Harten miêu tả năm 1994.